# Distretto di Pangmapha
Il distretto di Pangmapha (in thailandese: ปางมะผ้า) è un distretto (amphoe) della Thailandia, situato nella provincia di Mae Hong Son.